# Anno 2070
Anno 2070 – komputerowa strategiczna gra czasu rzeczywistego z elementami gry ekonomicznej, wyprodukowana przez studio Related Designs i wydana przez Ubisoft 17 listopada 2011 roku. Akcja gry toczy się w 2070 roku.
W Anno 2070 gracz może kierować jedną z trzech frakcji futurystycznych: opartej na kapitalizmie Global Trust (Fabryci), akcentującej ochronę środowiska Eden Initative (Ekosi) oraz rozwijającej nowoczesne technologie S.A.A.T. (Technosi). Główną rolę w grze odgrywa ekonomia.
Do gry wydano dziewięć DLC oraz dodatek o nazwie Anno 2070: Tajemnicza błękitna głębia.